# مایکل سوشا
مایکل سوشا (به انگلیسی: Michael Socha) (زاده ۱۳ دسامبر ۱۹۸۷) بازیگر انگلیسی است.
او برادر لورن سوشا است.
از فیلم‌های معروف او می‌توان به بازی در مجموعه روزی روزگاری و بیست و هشت هزار اشاره کرد.